# Beatbox
Beatboxing [bítbôksing] je oblika vokalnega tolkanja, ki v prvi vrsti vključuje umetnost posnemanja bobnastih strojev (običajno TR-808), ki uporablja usta, ustnice, jezik in glas. Vključuje lahko tudi vokalno imitacijo turntablizma in drugih glasbenih instrumentov. Beatboxing je danes povezan s hip-hop kulturo, ki jo pogosto imenujejo »peti element« hip-hopa, čeprav ni omejena na hip-hop glasbo. Izraz beatboxing se včasih uporablja za vokalno tolkanje na splošno.
Za začetnika beatboxa velja raper z vzdevkom Biz Markie.

Tehnike, podobne beatboxingu, so prisotne v številnih ameriških glasbenih zvrsteh od 19. stoletja, kot so zgodnja podeželska glasba, črna in bela, verske pesmi, blues, ragtime, vodvilj in hokum. Primeri vključujejo Appalachian tehniko eefing in blues pesem Bye bye ptica Sonny Boy Williamson II.
Dodatni vplivi morda vključujejo oblike afriške tradicionalne glasbe, v kateri izvajalci uporabljajo svoja telesa (npr. s ploskanjem ali trkanjem) kot tolkala in proizvajajo zvoke s svojimi usti, tako da dihajo glasno notri in zunaj, tehniko, ki se danes uporablja v beatboxingu.
Vokalno tolkanje je, "posnemanje ali približevanje tolkal", in beatbox je oblika vokalnega tolkanja, lahko pa jo opišemo kot "glasbo z usti ... beatboxing je ustvarjanje in glasba, ne le ritem." " Beatboxing je tako ritem - pretežno preko bas in snare bobnov kot tudi hi-hat - in vključuje tudi različne zvočne učinke, kot so DJ praskanje, sintetizatorji in bas linije. Uporaba ust, ustnic, jezika in glasu za ustvarjanje glasbe je tako enaka ritmu pikantovih prstov in rok.